# Kroningsmedaille van George V
De Kroningsmedaille van George V (Engels: King George V Coronation Medal) werd in 1911 ingesteld ter gelegenheid van de kroning van George V van het Verenigd Koninkrijk en Koningin Mary op 23 juni 1911. Voor het eerst werd de medaille niet alleen uitgereikt aan de bij de kroning betrokken personen, de gasten, de militairen die aan de parade en de rijtoer meewerkten en de hofhouding maar ook aan duizenden bestuurders in het uitgestrekte Britse rijk en het Britse Gemenebest. Er werden 15.901 medailles uitgereikt. De gouverneurs en de premiers van de Dominions Canada, Nieuw-Zeeland en Australië kregen ieder een bepaald aantal medailles om uit te reiken aan verdienstelijke inwoners. In Australië ging het om 286 medailles.
De ronde zilveren medailles werden aan een blauw lint met twee smalle rode middenstrepen gedragen. Op de 32 millimeter brede medaille waren George V en Koningin Mary afgebeeld. Op de keerzijde stond de datum van de kroning onder een gekroond koninklijk monogram.
De dragers van de Kroningsmedaille van George V ontvingen later in 1911 in plaats van een Durbarmedaille ter gelegenheid van de huldiging, de zogenaamde "Durbar" in Delhi, een gesp met de tekst "DURBAR 1911" die zij op het lint van hun kroningsmedaille droegen.

## De twee linten
- De medaille voor militairen, gasten, hovelingen en de vele gede3coreerde burgers werden aan een blauw lint met drie smalle rode strepen gedragen.
- Voor de politieofficieren die op die dag in Londen dienstdeden was er een gelijke medaille aan een speciaal lint voorzien. Dit lint was rood met drie smalle blauwe strepen.

## Externe links

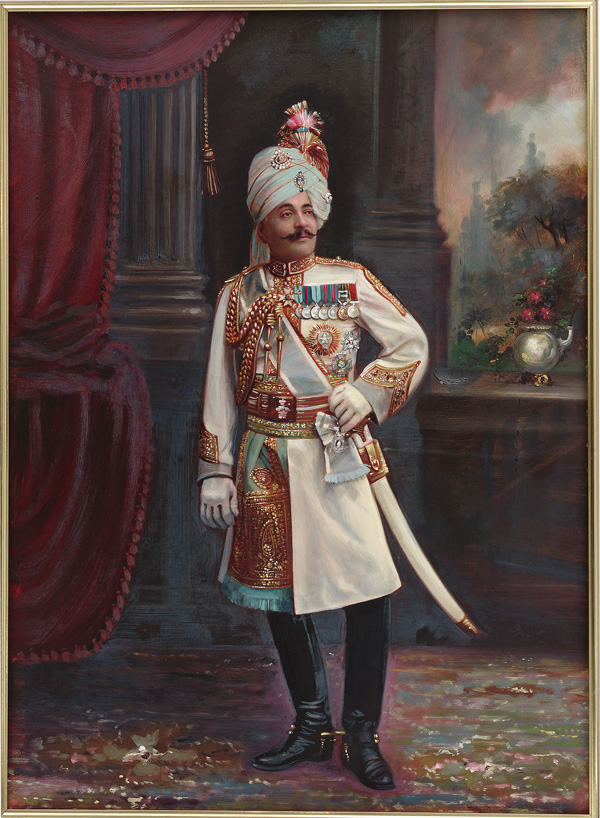
Maharajah Sir Pratap Singh van Idar met de kroningsmedaille